# Fort Meade (Florida)
Fort Meade is een plaats (city) in de Amerikaanse staat Florida, en valt bestuurlijk gezien onder Polk County.

## Demografie
Bij de volkstelling in 2000 werd het aantal inwoners vastgesteld op 5691.
In 2006 is het aantal inwoners door het United States Census Bureau geschat op 5734, een stijging van 43 (0.8%).

## Geografie
Volgens het United States Census Bureau beslaat de plaats een oppervlakte van
13,0 km², waarvan 12,9 km² land en 0,1 km² water.

## Plaatsen in de nabije omgeving
De onderstaande figuur toont nabijgelegen plaatsen in een straal van 24 km rond Fort Meade.